# Robert Werner (Musiker)
Robert Werner (* in Wien) ist ein österreichischer Opernsänger (Tenor) und Mitglied der Wiener Staatsoper, Pianist und Komponist.

## Leben
Im Alter von vier Jahren erhielt Werner seinen ersten Klavierunterricht. Mit einem Menuett von Mozart überzeugte er beim Vorspiel am Konservatorium der Stadt Wien. Es folgte ein Umzug nach Bratislava, um Gesang und Klavier zu studieren. In den folgenden Jahren begeisterte sich Robert Werner vor allem für Jazz, Rock und Pop.
Werner kehrte dann zurück in seine Heimat Wien, wo er privaten Klavier- und Gesangsunterricht bei Kammersänger James King, Hilde Zadek und Gottfried Hornik nahm. Seine Jazzkenntnisse vertiefte er außerdem bei Walter Hörler. Heinz Neubrand regte ihn zu eigenen Kompositionen an.
Am Raimundtheater Wien arbeitete er als Operettentenor. Die Staatsoper lud ihn bald zu einem Vorsingen ein, woraufhin er als festes Mitglied des Wiener Staatsopernchors engagiert wurde. 25 Jahre sang Werner dort Chor- und Solopartien und trat mit Herbert von Karajan, Carlos Kleiber und Bertrand de Billy auf.
2008 stellte Werner die beruflichen Weichen neu und verließ die Wiener Staatsoper. Jetzt präsentiert er sich als Entertainer nach internationalen Auftritten mit Eigenkompositionen, Bearbeitungen und neuem Repertoire. Bereits während seiner Karriere an der Wiener Staatsoper schrieb er eigene Klavierstücke. Mit seinen Programmen stand er auf Bühnen in Österreich, Deutschland, Schweiz, Italien, Kroatien, Bosnien und Herzegowina, Montenegro, Griechenland und China.

## Veröffentlichungen
Sein erstes Notenbuch erschien 2009, 2010 folgte die erste CD, „Today, Tomorrow, Forever“, bei Vienna Sounds Studios VRC. Sein erstes Musical, „Graf Dracula“, komponierte Robert Werner zu den Texten von Myorah Middleton. Der Berliner Verlag „musiktotal“ veröffentlichte unter dem Titel „Wiener Impressionen“ 12 von ihm komponierte romantische Stücke für Klavier.